# Минино (Сергиево-Посадский район)
Минино — деревня в Сергиево-Посадском районе Московской области, в составе муниципального образования Сельское поселение Шеметовское (до 29 ноября 2006 года входила в состав Закубежского сельского округа).

## Население
| 2002 | 2006 | 2010 |
| ---- | ---- | ---- |
| 0    | →0   | ↗1   |

## География
Минино расположено примерно в 45 км (по шоссе) на север от Сергиева Посада, в междуречье Дубны и её левого притока Кубжи, на территории заказника «Журавлиная Родина», высота центра деревни над уровнем моря — 141 м.

## Археология
В 1,2 км к востоку от деревни Минино, в 200 м к юго-западу от стрелки реки Дубны и её правобережного притока реки Сулать на Заболотском торфянике находятся стоянка и могильник эпохи мезолита Минино 2. В верхнем мезолитическом культурном слое раскопа 2 содержатся находки бутовской культуры (9000—5000 гг. до н. э.), в нижнем — немногочисленные находки рессетинской культуры (12 000—7800 гг. до н. э.). В раскопе I верхний слой содержит находки эпох мезолита/неолита/бронзы, нижний — мезолитические изделия. В раскопе 1 в двух ямах были найдены погребения людей, представленные, несмотря на большие размеры могильных ям, двумя черепами. Погребение I принадлежит особи женского пола возрастом 13—15 лет. На правой лобной кости черепа имеются следы проникающей травмы, которая, возможно, явилась причиной смерти. Погребение 2 расположено несколько выше погребения 1. Радиоуглеродный возраст образца почвы из могильной ямы составляет 8982 калиброванных года до настоящего времени — то есть датируется 6969 годом до н. э.